# Úrvalsdeild 2022
La Besta-deild karla 2022 è stata la 111ª edizione della massima divisione del campionato islandese di calcio, iniziata il 18 aprile 2022, terminata il 29 ottobre. Il Víkingur è la squadra campione in carica. Il Breiðablik si è laureato campione per la seconda volta nella sua storia a distanza di 12 anni dalla prima volta.

## Stagione

### Novità
Dalla Úrvalsdeild 2021 sono stati retrocessi in 1. deild karla HK Kópavogur e Fylkir, classificatisi agli ultimi due posti. Dalla 1. deild karla sono stati promossi in Úrvalsdeild Fram Reykjavík e ÍBV Vestmannæyja, prime due classificate.

### Formula
Nella prima fase le 12 squadre partecipanti si affrontano in un girone all'italiana con partite di andata e ritorno, per un totale di 22 giornate. Al termine della stagione regolare, le squadre vengono divise in due gruppi in base alla classifica: le prime sei formano un nuovo girone e competono per il titolo e la qualificazione alle competizioni europee; le ultime sei, invece, lottano per non retrocedere. In entrambi i gironi le squadre si affrontano in un girone all'italiana, con partite di sola andata, per un totale di 5 giornate. Nel girone per il titolo: la squadra prima classificata è campione di Islanda e si qualifica per il primo turno di qualificazione della UEFA Champions League 2023-2024; la squadra seconda classificata si qualifica per il primo turno di qualificazione della UEFA Europa Conference League 2023-2024, assieme alla vincitrice della Coppa d'Islanda. Nel girone per la salvezza le ultime due classificate retrocedono direttamente in 1. deild karla.

## Squadre partecipanti
| Club             | Città          | Stadio           | Stagione precedente        |
| ---------------- | -------------- | ---------------- | -------------------------- |
| Breiðablik       | Kópavogur      | Kópavogsvöllur   | 2º posto in Úrvalsdeild    |
| FH Hafnarfjörður | Hafnarfjörður  | Kaplakriki       | 6º posto in Úrvalsdeild    |
| Fram Reykjavík   | Reykjavík      | Laugardalsvöllur | 1º posto in 1. deild karla |
| ÍA Akraness      | Akranes        | Norðurálsvöllur  | 9º posto in Úrvalsdeild    |
| ÍBV Vestmannæyja | Vestmannaeyjar | Hásteinsvöllur   | 2º posto in 1. deild karla |
| KA Akureyri      | Akureyri       | Akureyrarvöllur  | 4º posto in Úrvalsdeild    |
| Keflavík         | Reykjanesbær   | Keflavíkurvöllur | 10º posto in Úrvalsdeild   |
| KR Reykjavík     | Reykjavík      | KR-völlur        | 3º posto in Úrvalsdeild    |
| Leiknir          | Reykjavík      | Leiknisvöllur    | 8º posto in Úrvalsdeild    |
| Stjarnan         | Garðabær       | Stjörnuvöllur    | 7º posto in Úrvalsdeild    |
| Valur            | Reykjavík      | Valsvöllur       | 5º posto in Úrvalsdeild    |
| Víkingur         | Reykjavík      | Víkingsvöllur    | Campione d'Islanda         |

## Stagione regolare

### Classifica
|  | Pos. | Squadra          | Pt | G  | V  | N  | P  | GF | GS | DR  |
|  | ---- | ---------------- | -- | -- | -- | -- | -- | -- | -- | --- |
|  | 1.   | Breiðablik       | 51 | 22 | 16 | 3  | 3  | 55 | 23 | +32 |
|  | 2.   | Víkingur         | 43 | 22 | 12 | 7  | 3  | 58 | 32 | +26 |
|  | 3.   | KA Akureyri      | 43 | 22 | 13 | 4  | 5  | 45 | 26 | +19 |
|  | 4.   | Valur            | 32 | 22 | 9  | 5  | 8  | 38 | 32 | +6  |
|  | 5.   | KR Reykjavík     | 31 | 22 | 7  | 10 | 5  | 37 | 34 | +3  |
|  | 6.   | Stjarnan         | 31 | 22 | 8  | 7  | 7  | 40 | 42 | -2  |
|  | 7.   | Keflavík         | 28 | 22 | 8  | 4  | 10 | 39 | 40 | -1  |
|  | 8.   | Fram Reykjavík   | 25 | 22 | 5  | 10 | 7  | 44 | 51 | -7  |
|  | 9.   | ÍBV Vestmannæyja | 20 | 22 | 4  | 8  | 10 | 33 | 44 | -11 |
|  | 10.  | Leiknir          | 20 | 22 | 5  | 5  | 12 | 21 | 49 | -28 |
|  | 11.  | FH Hafnarfjörður | 19 | 22 | 4  | 7  | 11 | 27 | 35 | -8  |
|  | 12.  | ÍA Akraness      | 15 | 22 | 3  | 6  | 13 | 24 | 53 | -29 |

Legenda:
      Ammessa alla Poule scudetto.
      Ammessa alla Poule retrocessione.
Note:
Tre punti a vittoria, uno a pareggio, zero a sconfitta.
La classifica viene stilata secondo i seguenti criteri:
- Punti conquistati
- Differenza reti generale
- Reti totali realizzate
- Punti conquistati negli scontri diretti
- Differenza reti negli scontri diretti
- Reti realizzate negli scontri diretti
- Reti realizzate in trasferta negli scontri diretti
- play-off (solo per decidere la squadra campione)
- Sorteggio

### Risultati
|                  | Bre  | Haf  | Fra  | ÍA   | ÍBV  | KA   | Kef  | KR   | Lei  | Stj  | Val  | Vík  |
| ---------------- | ---- | ---- | ---- | ---- | ---- | ---- | ---- | ---- | ---- | ---- | ---- | ---- |
| Breiðablik       | –––– | 3-0  | 4-3  | 3-1  | 3-0  | 4-1  | 4-1  | 4-0  | 4-0  | 3-2  | 1-0  | 1-1  |
| FH Hafnarfjörður | 0-0  | –––– | 4-2  | 6-1  | 2-0  | 0-3  | 3-0  | 2-3  | 2-2  | 1-1  | 2-2  | 0-3  |
| Fram Reykjavík   | 0-2  | 1-0  | –––– | 1-1  | 3-3  | 2-2  | 4-8  | 1-4  | 4-1  | 2-2  | 3-2  | 3-3  |
| ÍA Akraness      | 1-5  | 1-1  | 0-4  | –––– | 2-1  | 0-3  | 0-2  | 4-4  | 1-2  | 0-3  | 1-2  | 3-0  |
| ÍBV Vestmannæyja | 0-0  | 4-1  | 2-2  | 0-0  | –––– | 0-3  | 2-2  | 1-2  | 1-1  | 3-1  | 3-2  | 0-3  |
| KA Akureyri      | 2-1  | 1-0  | 2-2  | 3-0  | 4-3  | –––– | 3-2  | 0-1  | 1-0  | 0-2  | 1-1  | 2-3  |
| Keflavík         | 2-3  | 2-1  | 3-1  | 0-1  | 3-3  | 1-3  | –––– | 0-0  | 3-0  | 2-2  | 0-1  | 0-3  |
| KR Reykjavík     | 0-1  | 0-0  | 1-1  | 3-3  | 4-0  | 0-0  | 1-0  | –––– | 1-1  | 3-1  | 3-3  | 0-3  |
| Leiknir          | 1-2  | 0-0  | 1-2  | 1-0  | 1-4  | 0-5  | 1-2  | 4-3  | –––– | 0-3  | 1-0  | 0-0  |
| Stjarnan         | 5-2  | 2-1  | 1-1  | 2-2  | 1-0  | 2-4  | 0-2  | 1-1  | 0-3  | –––– | 1-0  | 2-2  |
| Valur            | 3-2  | 2-0  | 1-1  | 4-0  | 2-1  | 0-1  | 0-3  | 2-1  | 2-1  | 6-1  | –––– | 1-3  |
| Víkingur         | 0-3  | 2-1  | 4-1  | 3-2  | 2-2  | 2-1  | 4-1  | 2-2  | 9-0  | 4-5  | 2-2  | –––– |

## Poule scudetto
Le squadre mantengono i punti conquistati nella stagione regolare.

### Classifica
|  | Pos. | Squadra      | Pt | G  | V  | N  | P  | GF | GS | DR  |
|  | ---- | ------------ | -- | -- | -- | -- | -- | -- | -- | --- |
|  | 1.   | Breiðablik   | 63 | 27 | 20 | 3  | 4  | 66 | 27 | +39 |
|  | 2.   | KA Akureyri  | 53 | 27 | 16 | 5  | 6  | 54 | 30 | +24 |
|  | 3.   | Víkingur     | 48 | 27 | 13 | 9  | 5  | 66 | 41 | +25 |
|  | 4.   | KR Reykjavík | 38 | 27 | 9  | 11 | 7  | 42 | 40 | +2  |
|  | 5.   | Stjarnan     | 37 | 27 | 10 | 7  | 10 | 44 | 52 | -8  |
|  | 6.   | Valur        | 35 | 27 | 10 | 5  | 12 | 46 | 44 | +2  |

Legenda:
      Campione d'Islanda e ammessa alla UEFA Champions League 2023-2024.
      Ammessa alla UEFA Europa Conference League 2023-2024.
Note:
Tre punti a vittoria, uno a pareggio, zero a sconfitta.

### Risultati
|              | Bre  | KA   | KR   | Stj  | Val  | Vík  |
| ------------ | ---- | ---- | ---- | ---- | ---- | ---- |
| Breiðablik   | –––– | –––– | 0-1  | 3-0  | –––– | 1-0  |
| KA Akureyri  | 1-2  | –––– | 1-0  | –––– | 2-0  | –––– |
| KR Reykjavík | –––– | –––– | –––– | 0-2  | 2-1  | –––– |
| Stjarnan     | –––– | 0-3  | –––– | –––– | –––– | 2-1  |
| Valur        | 2-5  | –––– | –––– | 3-0  | –––– | –––– |
| Víkingur     | –––– | 2-2  | 2-2  | –––– | 3-2  | –––– |

## Poule retrocessione
Le squadre mantengono i punti conquistati nella stagione regolare.

### Classifica
|  | Pos. | Squadra          | Pt | G  | V  | N  | P  | GF | GS | DR  |
|  | ---- | ---------------- | -- | -- | -- | -- | -- | -- | -- | --- |
|  | 7.   | Keflavík         | 37 | 27 | 11 | 4  | 12 | 56 | 48 | +8  |
|  | 8.   | ÍBV Vestmannæyja | 32 | 27 | 8  | 8  | 11 | 43 | 50 | -7  |
|  | 9.   | Fram Reykjavík   | 31 | 27 | 7  | 10 | 10 | 53 | 63 | -10 |
|  | 10.  | FH Hafnarfjörður | 25 | 27 | 6  | 7  | 14 | 36 | 46 | -10 |
|  | 11.  | ÍA Akraness      | 25 | 27 | 6  | 7  | 14 | 36 | 63 | -27 |
|  | 12.  | Leiknir          | 21 | 27 | 5  | 6  | 16 | 28 | 66 | -38 |

Legenda:
      Retrocessa in 1. deild karla 2023
Note:
Tre punti a vittoria, uno a pareggio, zero a sconfitta.

### Risultati
|                  | Haf  | Fra  | ÍA   | ÍBV  | Kef  | Lei  |
| ---------------- | ---- | ---- | ---- | ---- | ---- | ---- |
| FH Hafnarfjörður | –––– | –––– | 1-2  | –––– | –––– | 4-2  |
| Fram Reykjavík   | 3-0  | –––– | –––– | 1-3  | –––– | 3-2  |
| ÍA Akraness      | –––– | 3-2  | –––– | 3-2  | –––– | –––– |
| ÍBV Vestmannæyja | 2-1  | –––– | –––– | –––– | 2-1  | 1-0  |
| Keflavík         | 2-3  | 4-0  | 3-2  | –––– | –––– | –––– |
| Leiknir          | –––– | –––– | 2-2  | –––– | 1-7  | –––– |

## Statistiche

### Squadra

#### Capoliste solitarie
|    | —— | —— | ——         | —— | —— | —— | —— | —— | ——  | ——  | ——  | ——  | ——  | ——  | ——  | ——  | ——  | ——  | ——  | ——  | ——  | ——  | ——  | ——  | ——  | ——  | —— |  |
|    |    |    | Breiðablik |    |    |    |    |    |     |     |     |     |     |     |     |     |     |     |     |     |     |     |     |     |     |     |    |  |
|    |    |    |            |    |    |    |    |    |     |     |     |     |     |     |     |     |     |     |     |     |     |     |     |     |     |     |    |  |
|    |    |    |            |    |    |    |    |    |     |     |     |     |     |     |     |     |     |     |     |     |     |     |     |     |     |     |    |  |
| 1ª | 2ª | 3ª | 4ª         | 5ª | 6ª | 7ª | 8ª | 9ª | 10ª | 11ª | 12ª | 13ª | 14ª | 15ª | 16ª | 17ª | 18ª | 19ª | 20ª | 21ª | 22ª | 23ª | 24ª | 25ª | 26ª | 27ª |    |  |

### Individuale

#### Classifica marcatori
| Gol |  |  | Giocatore | Squadra |
| --- |  |  | --------- | ------- |